# Строфа
Строфа́ (др.-греч. στροφή — «поворот») в стихосложении — группа стихов, объединённых каким-либо формальным признаком, периодически повторяющимся из строфы в строфу. В сочинении, состоящем из нескольких строф, метрическая, рифмическая структура каждой последующей строфы повторяет структуру первой строфы.

## Общая характеристика
Изначально в классической трагедии «строфой» называлась песнь хора, исполнявшаяся при его движении слева направо до разворота (отсюда название); впоследствии система из двух и более строк стихотворного текста (стихов), в которой стихи располагаются в заданной последовательности; каждое повторение такой последовательности является новой строфой.
Роль строфы в ритмическом строении текста аналогична роли предложения в синтаксическом строении текста; деление текста на строфы предполагает логические паузы, поэтому строфическое и синтаксическое членение текста как правило совпадают. Однако, хотя строфа тяготеет к синтаксической законченности, разложение фразы на разные строфы часто имеет особую выразительную силу; например, Informis hiemes reducit // Juppiter, idem /// summovet (Horatius, Carmina II 10, 15—17), где Juppiter, idem и summovet разделяются и подчёркиваются (в современном стихосложении явление получило название «строфический анжамбеман»).
В рифмованном стихосложении наиболее простым и распространённым способом соединения стихов в строфу становится соединение их рифмой, которая своими созвучиями организует стихи в строфические группы. Поэтому элементарные схемы рифмовки являются одновременно простейшими типами строфы. Так, парная рифмовка (AA BB CC) даёт кратчайшую из возможных строф — двустишие. Двустишие при правильном чередовании женских и мужских рифм может превращаться в четверостишие. Перекрёстное (ABAB CDCD) и опоясывающее (ABBA CDDC) представляют собой два основных вида четверостишия.
Соединение в различных комбинациях простейших видов строфы даёт множество сложных строф. Например, сочетание двустишия с четверостишием составляет строфу из шести стихов: CC ABAB или ABAB CC, или CC ABBA или ABBA CC. Из соединений двух четверостиший различных типов получается восьмистишие.
Соединение стихов посредством рифм является наиболее распространённым, но далеко не единственным способом построения строфы. В белом (нерифмованном) стихе строфа создаётся при помощи сочетания в определённом порядке стихов с различными клаузулами (окончаниями) — чаще всего женских с мужскими. Строфические виды могут быть также получены посредством введения в строфу укороченных и удлинённых стихов. Принципы построения строфы могут комбинироваться друг с другом; многие строфы, например, допускают удвоение посредством прибавления строфы с обратным («зеркальным») строением рифмы.
В жанрах песенной (главным образом, народной) лирики конструкция строфы, при отсутствии всяких других внешних структурных признаков, иногда создаётся только посредством синтаксического параллелизма. Такое построение строфы тем более примечательно, что, как правило, в «литературных» стиховых формах синтаксис от строфики в определённой степени независим (имеет место расхождение границ строфы с синтаксическим членением текста, то есть строфический анжамбеман).
Мировая поэзия накопила огромное количество твёрдых строфических форм. Богатейшим источником строфических форм, которые позднее постоянно разрабатывались в лирике европейских народов, является античная поэзия. Отсюда названия строф античной поэзии, связанные с именами поэтов, которые впервые их применяли (например, Алкеева строфа, Сапфическая строфа, Асклепиадова строфа), или по названию стихов, из которых строфа состоит (например, ионическая строфа, ямбэлегическая строфа).

## Строфические формы в западноевропейской поэзии
К строфическим формам относятся моностих, терцины Данте, катрены Верлена (Fêtes galantes), секстины Петрарки, бар-форма мейстерзингеров и лютеранских хоралов, нибелунгова строфа, а также многие другие стабильные и варьируемые (средневековые латинские гимны и секвенции, старинная французская шансон, итальянский мадригал XVI века, сонет) формы европейской поэзии. Список избранных строфических форм (античных и новоевропейских) см. в немецкой Википедии.

## Строфа в русском стихосложении
Античная строфа неоднократно воспроизводилась и в русском стихосложении (в силу принципиального отличия античного квантитативного стихосложения от русского силлабо-тонического, чаще неточно). Меньшую роль в русской поэзии сыграла восточная поэзия, из которой в сравнительно недавнее время были предприняты попытки заимствования некоторых форм (например, персидское четверостишие, рубаи). Из богатого строфического наследия романских народов русскому читателю более знакомы такие твёрдые формы, как терцина, триолет, секстина, октава, сонет, рондо.
- Из числа строф, воспринятых русским стихосложением, в первую очередь следует отметить александрийский стих, заимствованное у французов двустишие, которое в русской поэзии XVIII века стало обязательной формой классической трагедии и героической поэмы. Другие типы двустиший употреблялись чаще всего в жанре романса, а также в эпиграммах, надписях.
- Трёхстишия простейшего вида (с одной рифмой, проходящей через все три стиха) в русском стихосложении встречаются редко. Намного более популярной оказалась терцина, что обусловлено многочисленными переводами из «Божественной комедии» Данте.
- Четверостишие — в русском стихосложении самая распространённая из всех строф. В текстах большинства русских поэтов такая строфа численно едва ли не преобладает над всеми другими. Помимо четверостиший, построенных по основным схемам рифмовки, значительное распространение получило четверостишие с холостыми (нерифмованными) нечётными стихами и рифмованными чётными. Следует отметить «балладную» строфу, ставшую популярной со времён Жуковского.
- Пятистишие в русском стихосложении встречается обычно в виде лимерика.
- Строфа из шести стихов, помимо секстины, имеет несколько популярных схем, представляющих различные комбинации трёх рифм. Среди них — простейший вид шестистишия с парной рифмовкой (например, «Три пальмы» Лермонтова) и шестистишие типа AAB CCB (например, «Усы» Пушкина).
- Семистишие, так же как и большинство других строф, состоящих из нечётного числа стихов, в русском стихосложении употребляется редко. Образец типа AAB CCCB, применён М. Ю. Лермонтовым в стихотворении «Бородино».
- Восьмистишие в русском стихосложении встречается часто. Обыкновенно оно представляет собой ту или иную комбинацию двух четверостиший. К «твёрдым формам» итальянского происхождения принадлежат сицилиана и получившая большое распространение октава, которой написаны такие произведения, как «Освобождённый Иерусалим» Тассо, «Лузиады» Камоэнса, «Дон-Жуан» Байрона. В русском стихосложении использованию октавы много содействовал Степан Шевырёв, а всеобщее признание строфа получила после того, как появилась поэма А. С. Пушкина «Домик в Коломне».
- Одной из вариаций девятистишия является «спенсерова строфа», введённая английским поэтом Эдмундом Спенсером. Она состоит из восьми стихов пятистопного и одного шестистопного ямба с тремя рифмами, расположенными по схеме ABAB BCBCC. Значительного распространения, так же как и другие формы девятистиший, спенсерова строфа не имела.
- Из числа строф, состоящих из десяти стихов, заслуживает упоминания популярное в XVIII веке десятистишие классической оды. Оно писалось четырёхстопным ямбом с рифмовкой по схеме ABAB CCD CCD (примеры встречаются в одах Михаила Ломоносова).
- Строфы, превышающие десять стихов, в русском стихосложении встречаются редко. Особое значение в русской поэзии получила строфа из 14 стихов, применённая Пушкиным в стихотворном романе «Евгений Онегин» и получившая название «онегинской строфы»: она строится по схеме AbAb CCdd EffE gg (прописными буквами обозначены женские рифмы).

Строфы большего объёма малоупотребительны и, как правило, последовательно через всё произведение не проводятся. Поэтому их целесообразнее рассматривать как свободные структурные единицы, приближающиеся по своему значению к роли глав или песен в композиции больших стихотворных форм.